# Județul Jugastru
Județul Jugastru a fost unul dintre cele 13 județe care au făcut parte din Guvernământul Transnistriei, regiune aflată sub administrație românească între ani 1941 și 1944.
Județul, care se găsea în partea nord-estică a Transnistriei, era împărțit administrativ într-un oraș, Iampol, care era și sediul județului, și patru raioane.

## Geografie
Județul, care se găsea în partea nord-estică a Transnistriei, era împărțit administrativ într-un oraș, Iampol, care era și sediul județului, și patru raioane.
În sensul acelor de ceasornic, județul Jugastru se învecina la nord și vest cu județul Moghilău, la nord și nord-est cu județul Tulcin, la est cu județul Balta, la sud-est cu județul Râbnița, iar la sud-vest cu fluviul Nistru și, peste fluviu, cu județul Soroca din Basarabia, mai exact din Guvernământul Basarabiei.

## Componență
Reședința județului Jugastru se găsea la Iampol.
Județul Jugastru era compus din patru raioane Cernovăț, Crijopol, Iampol și Tomasopol.